# Ballindine
Ballindine (iriska: Baile an Daighin) är en ort i republiken Irland.   Den ligger i grevskapet Maigh Eo och provinsen Connacht, i den nordvästra delen av landet, 180 km väster om huvudstaden Dublin. Ballindine ligger 60 meter över havet och antalet invånare är 350.
Terrängen runt Ballindine är platt. Runt Ballindine är det glesbefolkat, med 20 invånare per kvadratkilometer. Närmaste större samhälle är Claremorris, 6,0 km norr om Ballindine. Trakten runt Ballindine består i huvudsak av gräsmarker.